# John Garth (Komponist)
John Garth (* 1721 in Harperley, (Grafschaft Durham); † 29. März 1810 in Darlington) war ein englischer Komponist.

## Leben
Über John Garths frühes Leben ist wenig bekannt. Am 23. Juni 1742 wurde Garth Freimaurer bei einer Loge.
Im September 1745 und August 1746 warb er für Konzerte in Stockton-on-Tees. Ab 1746 lebte er in Durham. Dort organisierte er wöchentlich, abwechselnd mit seinem Freund Charles Avison bis 1772 eine Konzertserie. Tickets dafür verkaufte er in seinem Haus.
Er gab Musikunterricht bei führenden Familien der Region und Orgelkonzerte. 1794 heiratete er in Darlington Nancy (Nanny) Wrightson (1749/50–1829). Er starb am 29. März 1810 in seinem Haus (Cockerton Hall) und wurde am 5. April in der St. Cuthberth-Kirche in Darlington bestattet.

## Werke
Garths Name blieb bekannt vor allem durch seine achtbändige Edition (mit englischem Text) des Werkes The First Fifty Psalms Set to Music von Benedetto Marcello (1757–65; Näheres hier). Garth komponierte unter anderem eine Reihe Cellokonzerte.
- 6 Concerti, op. 1, für Violoncello, Streicher und B.c. (London, 1760)
- 6 Sonaten, op. 2, für Cembalo, Pianoforte oder Orgel, 2 Violinen und Violoncello (London, um 1768)
- 6 Voluntarys, op. 3, für Orgel, Pianoforte oder Cembalo (London, 1771)
- 6 Sonatas à 7, op. 4, für Cembalo, Pianoforte oder Orgel, 2 Violinen und Violoncello (London, 1768, 1775, 1778 und 1782).

## Diskografie
- Cellokonzerte 1-6. Cello: Richard Tunnicliffe. Avison Ensemble. Label 'Divine'.[3]
- Cellokonzert Nr. 2. Label 'helios'. Cello: Alexander Baillie. European Union Chamber Orchestra[4]
- Sonaten für Tasteninstrumente & B.c. op.2 Nr.1-6 und op.4 Nr.1-6,  Gary Cooper und das „The Avison Ensemble“ (2008)